# 운송업
운송업이란 육상 또는 호천, 항만에서 물건 또는 여객의 운송을 영업으로 하는 것을 말한다.  운송업은 원래 해상운송으로부터 발달하였다. 운송행위가 이루어지는 장소에 따라 육상운송·해상운송·항공운송으로 나눌 수 있는바, 상법은 육상운송에 관하여 상행위편에 '운송업'으로 규정하고 해상운송에 관하여는 운송용구·방법·위험성 등의 특이한 성질이 큰 점을 감안하고,또한 해상운송법의 연혁적 사유(독자성) 때문에 5편으로 따로 분리·규정하였다. 항공운송에 관하여서는 항공법과 동시행령 이외에는 계약관계에 관한 별도의 입법이 없으므로 운송업과 해상법 규정을 유추적용할 수밖에 없고, 그 운송의 도구 및 위험성 등의 특수성에 따라 해상운송에 준(準)한 취급을 하는 것이 보통이다.

## 의무
선관주의의무, 운송물처분의무, 화물상환증교부의무, 손해배상책임 등이 있다.

### 운송물의 처분의무
송하인 또는 화물상환증 소지인은 운송 도중에 또는 수하인이 권리행사를 하기 전에 운송인에 대하여 운송의 중지, 운송물의 반환 기타의 처분을 청구할 수 있다. 송하인 또는 화물상환증소지인의 이같은 권리를 운송물의 처분권 또는 지시권이라고 하며, 이 청구에 응해야 하는 운송인의 의무를 처분의무라 한다.
원래 도급계약에서 도급인은 수급인이 일을 완성하기 전에 손해를 배상하고 계약을 해제할 수 있다.위 송하인 등의 처분권의 행사는 우송의 완료 전에 하는 것이므로 도급계약의 일반원칙에 비추어 본다면 운송계약의 해제로 이해할 수 있을 것이다. 그러나 처분권은 상법이 운송의 특수성을 고려하여 특칙으로 인정한 권리로서 이를 행사하더라도 운송계약이 인정되는 것은 아니고, 따라서 송하인 등의 손해배상책임도 발생하지 않는다.

### 운송물인도의무
운송물의 인도는 민법에서의 인도와 동일한 개념이다. 즉 운송물을 수하인의 점유, 즉 사실상의 지배 하에 옮겨주는 것을 말한다. 민법상으로는 목적물반환청구권의 양도에 의한 인도도 인도의 일종으로 보지만, 운송게약상의 특약이 없는 한 목적물반환청구권의 양도에 의한 인도를 항상 적법한 인도라고 말할 수는 없다는 주장도 있다.이는 운송인이 자신이 편리한 장소에 임치하고 수하인에게 인도청구권을 이전해 준다면 수하인이 다시 인취하여 운송해야 하는 부담을 주기 때문이다.

## 손해배상책임

### 고가물특칙
화폐, 유가증권, 그 밖의 고가물에 대하여는 고객이 그 종류와 가액을 명시하여 임치하지 아니하면 공중접객업자는 그 물건의 멸실 또는 훼손으로 인한 손해를 배상할 책임이 없다. 특히 고가물을 영업주에게 임치해야만 책임을 물을 수 있고, 단지 고가물임을 명시하고 고객이 계속 점유한다면 영업주의 책임을 물을 수 없다는 점을 주의해야 한다.

## 여객운송
여객운송이란 운송업의 하나로 육상 또는 호천, 항만에서 여객의 운송을 영업으로 하는 것을 말한다.

### 손해배상책임
운송인은 자기 또는 사용인이 운송에 관한 주의를 해태하지 아니하였음을 증명하지 아니하면 여객이 운송으로 인하여 받은 손해를 배상할 책임을 면하지 못한다.

##### 여객이 받은 손해의 책임
대구 지하철 화재 참사에서 화재가 난 뒤 전동차의 출입문이 열리지 않았고 승강장 내 스프링클러 미설치 등  방재시설 및 안전시설 미비는 주의를 게을리 한 것으로 볼 수 있어 다운송인에 해당하는 대구지하철공사나 대구시를 상대로 운송에 관한 주의를 게을리 했다는 것을 입증하면 여객이 받은 손해를 배상받을 수 있다.

##### 여객의 수하물에 발생한 손해의 배상책임
운송인은 여객으로부터 인도를 받은 수하물에 관하여는 운임을 받지 아니한 경우에도 물건운송인과 동일한 책임이 있다.

## 참고 문헌
- 이철송,상법총칙•상행위,(서울: 박영사, 2014)

## 같이 보기
- 화물상환증
- 여객운송
- 해상운송
- 항공운송